# Jean-Louis de Rambures
Jean-Louis de Rambures (* 19 de mayo de 1930 , París - 20 de mayo de 2006 , Vaudricourt/Somme) fue un periodista, escritor, traductor, y agregado cultural de origen francés. Su nombre completo era Jean-Louis Vicomte de Bretizel Rambures.

## Biografía
Sus padres fueron Lucille Calogera, brasileña, y su marido, el conde francés Bernard de Bretizel Rambures (de la Picardia, una región ubicada al norte de Francia). No sólo hablaba sus idiomas, portugués y francés, sino también se puso desde muy temprano a estudiar el idioma alemán y su literatura. Más tarde traducirá literatura alemana con mucho éxito. Después de sus años escolares en Toulouse y París, estudió en las universidades de París y Tuebingen (Alemania) y se licenció en Política, Derecho y Alemán "Diplom de l‘Institut d’Etudes Politiques de París – Licence en droit – Licence d’allemand".
En 1958 empezó a trabajar para la revista mensual Realités para la cual redactó varios retratos de artistas, p.e. de Herbert von Karajan (director de orquesta austriaco), Karlheinz Stockhausen (compositor alemán), Luchino Visconti (director de teatro y cine italiano). A partir de 1968 escribía para la revista ilustrada de arte Connaissances des Arts, para L’Express y el periódico Le Monde, que publicó sus artículos durante más de 25 años.
Su especial interés se centraba en el método de trabajar de los autores y el origen de la literatura. Por eso, se puso en contacto con muchos autores y autoras de su época. Autores tan distintos como Roland Barthes, Julien Gracq, Jean-Marie Gustave Le Clézio, Hélène Cixous, Herta Müller, Ernst Jünger, Thomas Bernhard, Günter Grass und Heinrich Böll y muchos otros le contestaban y le recibían para hablar con él. Estos diálogos formaban la base para su obra principal Comment travaillent les écrivains (“Cómo trabajan los escritores”, Flammarion, París 1978), que contiene discusiones con 25 autores. Se tradujo al japonés y se publicó allí en 1979 (Chuokoron-sha, Inc. Tokio).
Desde el principio de los años setenta, Rambures trabajaba también para su país como agregado cultural en Bonn (la antigua capital de Alemania). Y desde 1975 en el departamento cultural del Ministerio francés de Asuntos Exteriores.
Entre 1987 y 1995 fue director del Instituto Francés, primero en Saarbruecken (Alemania), después en Fráncfort.
También se hizo un nombre como traductor. Especialmente Paul Nizon (historiador del arte y autor suizo) se introdujo al público francés sólo a través de las traducciones de Rambures.

## Condecoración
Jean-Louis de Rambures fue condecorado Chevalier des Arts et des Lettres y recibió la Cruz Federal del Mérito de primera clase por Alemania.

## Obras
“Comment travaillent les écrivains” (“Cómo trabajan los escritores ”, Flammarion, París 1978)